# Riquelme (APD-28)

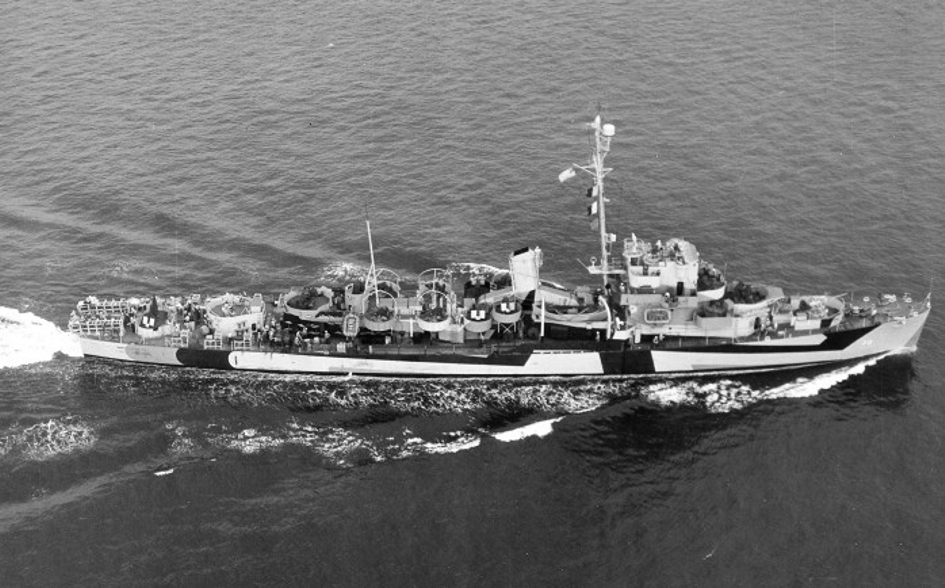
El destructor de escolta de la Armada estadounidense USS Joseph E. Campbell (DE-70) en marcha el 3 de junio de 1944, con la medida de camuflaje 32, diseño 3D.

El destructor transporte Riquelme APD-28 fue un destructor transporte rápido de la clase Charles Lawrence construido para la Armada de los Estados Unidos en 1943 y vendido al gobierno de Chile en 1967.
En la Armada de los Estados Unidos su quilla fue puesta el 29 de marzo de 1943 como DE-70 y lanzado al agua el 26 de junio de 1943 como USS Joseph E. Campbell y puesto en servicio el 23 de septiembre de 1943. Efectuó varios viajes escoltando convoyes a Irlanda del Norte y al Norte de África francesa para luego ser convertido en destructor de transporte rápido y reclasificado como APD-49 con fecha 24 de noviembre de 1943. Durante la Segunda Guerra Mundial sirvió en los frentes Europeo y del Asia-Pacífico. A fines de 1946 fue puesto fuera de servicio e ingresó a la Flota de Reserva del Atlántico. En 1967 fue vendido al gobierno de Chile.

## Características
Durante ambas guerras mundiales los Estados Unidos y sus aliados se vieron enfrentados al reto de los submarinos alemanes cuya efectividad amenazó con cerrar las rutas marítimas del Atlántico poniendo en peligro el esfuerzo de la guerra en Europa. En un primer momento las naves con capacidad antisubmarina no estuvieron disponibles en número suficiente para luchar contra esa amenaza. La batalla del Atlántico fue ganada por los países aliados en forma decisiva con la llegada de los especializados destructores escolta y la formación de los Grupos de Tarea que estos realizaron con portaaviones pequeños que en los dos últimos años de la Segunda Guerra Mundial prácticamente eliminaron el peligro submarino alemán.
La evolución del diseño del destructor escolta se remonta a 1939 cuando se establecieron las características básicas de los buques que podrían ser construidos rápidamente y en grandes cantidades sin interferir la producción de maquinaria y armamento para otros tipos de naves. Durante un período de 19 meses a partir de noviembre de 1941 la Armada de los EE. UU. colocó órdenes de construcción por 1.005 destructores escolta pero en mayo de 1943 se dieron cuenta de que esa cantidad era muy superior a las necesarias debido al éxito que estaban consiguiendo en la guerra antisubmarina en el Atlántico por lo que comenzaron a cancelar pedidos. También en esa época, después de la batalla de Guadalcanal, vieron la necesidad de contar con buques para trasladar y desembarcar tropas rápidamente disponiendo la reclasificación de varios destructores escoltas en transportes rápidos de personal APD. Esta modificación consistió principalmente en cambiar los 3 montajes de 3"/50 por 1 de 5"/38, instalarle cuatro barcazas de desembarco y proporcionarle habitabilidad para 12 oficiales y 150 hombres de tropa con su equipo.
Joseph E. Campbell fue puesto en gradas el 29 de marzo de 1943 1944 como destructor escolta DE-70 de la clase Buckley en el astillero Bethlehem-Hingham Shipyard, Hingham MA. y puesto en servicio activo el 23 de septiembre de 1943. Efectuó varios viajes como destructor escolta de convoyes a Europa y África del norte y luego fue convertido en destructor de transporte rápido de la clase Charles Lawrence y reclasificado como APD-49 con fecha 24 de noviembre de 1943.
Su desplazamiento a plena carga era 1.422 toneladas, eslora de 93 metros, manga de 11,23 metros y calado de 3,85 metros. Desarrollaba una velocidad máxima de 23 nudos. Su armamento consistía en 1 montaje simple de 5"/38 doble propósito, 6 ametralladoras de 40 mm., 6 ametralladoras de 20 mm. y 2 rieles deslizadores para bombas de profundidad. Su dotación era de 201 hombres.

## Servicio en la US Navy

### Durante la Segunda Guerra Mundial
1943-1944
Después de un entrenamiento en Bermudas el 11 de octubre de 1943 zarpó de Boston escoltando un convoy hasta Londonderry, Irlanda del Norte regresando a Nueva York el 16 de diciembre. Entre el 31 de diciembre de 1943 y el 8 de octubre de 1944 hizo tres viajes escoltando convoyes al África del Norte francesa. En Nueva York entró al astillero para ser convertido en transporte rápido y fue reclasificado como APD-49 con fecha 24 de noviembre de 1944.
1945
Después de breves ejercicios de entrenamiento en la costa Este, el 8 de marzo de 1945 zarpó de Key West a Pearl Harbor vía canal de Panamá y San Diego llegando a destino el 8 de abril. Zarpó de Pearl Harbor el 29 de abril rumbo a Eniwetok donde se encontró con dos buques mercantes a los que escoltó hasta Leyte. Los siguientes tres meses actuó como escolta antisubmarina del grupo de barcazas de desembarco LST que iban y regresaban de Okinawa. El 1 de septiembre zarpó de Cebú formando en las cortinas de las naves que trasladaban fuerzas de ocupación hacia Japón país al que llegó días después. Continuó en este trabajo de buque escolta de las naves que navegaban entre Japón y las Filipinas hasta que regresó a la costa Este en diciembre de ese año.
Recibió una estrella de combate en reconocimiento de su operación en la guerra mundial.

### Período posguerra mundial
1946-1966
Después de visitar Filadelfia y Norfolk zarpó hacia la bahía de Guantánamo, Cuba y al San Juan, Puerto Rico donde embarcó pasajeros y regresó a More-head City, N.C. el 31 de marzo de 1946. Visitó Philadelphia, Baltimore y Hampton Roads, arribando a Charleston S.C. el 22 de mayo de 1946 para ser desactivado. Fue remolcado a Cove Springs, Florida donde el 15 de noviembre fue puesto fuera de servicio y se unió a la Flota de Reserva del Atlántico en Orange, Texas el 1 de diciembre.
En noviembre de 1966 fue vendido al gobierno de Chile.

## Servicio en la Armada de Chile
1967-1992
Fue llevado a remolque a Talcahuano por la escampavía Yelcho, llegando a su destino el 11 de enero de 1967. Quedó inactivo sirviendo para sacarle partes que servían de repuesto para los otros tres APD: Orella, Serrano y Uribe.
Con fecha 29 de marzo de 1982 se autorizó su enajenación. Fue empleado como blanco por los buques de la Escuadra y hundido.